# اچ‌ام‌اس روبوک
اچ‌ام‌اس روبوک ممکن است به یکی از موارد زیر اشاره داشته باشد:
- اچ‌ام‌اس روبوک (اچ۱۳۰)
- اچ‌ام‌اس روبوک (اچ۹۵)
- اچ‌ام‌اس روبوک (۱۶۹۰)
- اچ‌ام‌اس روبوک (۱۹۱)